# Downtown Santa Monica (Metro de Los Ángeles)
Downtown Santa Monica  es una estación en la Línea E del Metro de Los Ángeles. La estación  fue construida 17 de octubre de 1875 por Pacific Electric e re-inaugurada el 20 de junio de 2012 por Metro. La Autoridad de Transporte Metropolitano del Condado de Los Ángeles es la encargada por el mantenimiento y administración de la estación.

## Descripción y servicios
La estación cuenta con 2 plataforma central y 3 vías.